# 특수블록

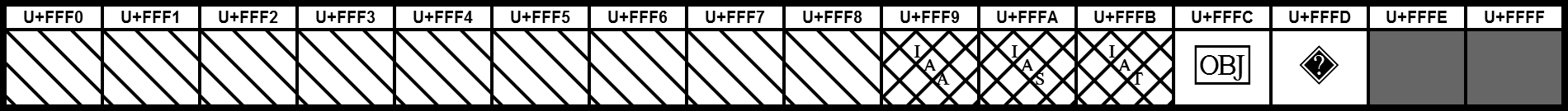

유니코드 특수블록(Special block 또는 Specials)은 u + fff0-ffff에서 기본 다국어 테이블 각 배열의 맨 끝에 할당된 짧은 유니코드(unicode) 블록(block)이다. 이 16개의 코드 포인트 중 5 개가 Unicode 3.0 이후로 할당되었으며 유니코드 1.0부터 이 특수블록이 사용되기 시작했다.

## 예
| 특수블록(special blocks) | 명칭                              | 내용                                                                                    |
| U+FFF9                   | INTERLINEAR ANNOTATION ANCHOR     | 주석 달린 텍스트의 시작 표시, 행간 주석(annotated text, interlinear gloss)              |
| U+FFFA                   | INTERLINEAR ANNOTATION SEPARATOR  | 주석 문자의 시작을 표시                                                                 |
| U+FFFB                   | INTERLINEAR ANNOTATION TERMINATOR | 주석 블록의 마크                                                                        |
| U+FFFC                   |  (OBJECT REPLACEMENT CHARACTER)  | 예를 들어 복합 문서(compound document)와 같은 다른 불특정 객체의 텍스트의 자리 표시자   |
| U+FFFD                   | � (REPLACEMENT CHARACTER)         | 인식 할 수 없거나 표시되지 않는 캐릭터(character,문자)를 대체하는 데 사용되는 대체 문자 |
| U+FFFE                   | <noncharacter-FFFE>               | 문자가 아님(비문자)                                                                     |
| U+FFFF                   | <noncharacter-FFFF>               | 문자가 아님                                                                             |

FFFE와 FFFF는 일반적인 의미에서 할당되지 않으며 유니코드(unicod) 문자가 보장되지 않는것을 보여준다. 이들을 포함하는 텍스트가 정의에 의해 올바르게 인코딩된 유니코드 텍스트가 아니기 때문에 텍스트의 인코딩 스키마를 추측하는 데 사용할 수 있다. 유니코드의 U + FEFF 바이트 순서 표시(Byte Order Mark, BOM)는 유니코드 텍스트의 시작 부분에 삽입하여 엔디안을 알리고 다음 텍스트를 읽고 0xFFFE를 발견하면 다음 문자의 바이트 순서를 전환해야한다는 것을 알 수 있다.

## 스페셜 블록
| 예시   | 0 | 1 | 2 | 3 | 4 | 5 | 6 | 7 | 8 | 9   | A   | B   | C | D | E | F |
| U+FFFx |   |   |   |   |   |   |   |   |   | IAA | IAS | IAT |  | � |   |   |

## 같이 보기
- 유니코드 제어문자(Unicode control characters)
- EUC-KR